# Дипломатическое представительство АДР в Иране
Дипломатическое представительство Азербайджанской Демократической Республики в Иране (азерб. Azərbaycan Xalq Cümhuriyyətinin İranda diplomatik nümayəndəliyi) — учреждение, представлявшее Азербайджанскую Демократическую Республику (АДР) в Иране.

## Установление связей
После обретения независимости Азербайджан начал формировать отношения добрососедства и дружбы с Ираном. 12 сентября 1918 года правительство приняло решение назначить в Иран представителя-поверенного в делах. Но в первое время Иран отказался признавать АДР и устанавливать с ним дипломатические связи. 6 сентября 1918 года глава представительской делегации Азербайджана в Стамбуле Мамед Эмин Расулзаде информирует Министра иностранных дел страны о том, что представил копию Декларации о независимости, в связи с созданием независимого государства в Северном Азербайджане в консульство Ирана в Турции, а иранский консул вернул данный документ, положив в конверт и приложив записку, где говорилось, что он не признает независимости страны под названием Азербайджан.
После вступления османских войск в Южный Азербайджан весной 1918 года, в целях защиты прав граждан Северного Азербайджана в Тебризе начало осуществлять деятельность консульство Азербайджана. В первый период консульство возглавлял Теймур бек Мелик-Асланов, а затем Юсиф Зия и Рауф бек Сафаралибейли, который был застрелен армянами в Тебризе. Уроженец Эривана (Ереван) Рауфбек пал жертвой охоты дашнаков на членов правительства Азербайджанской Демократической Республики. После вывода турецких войск из Южного Азербайджана в ноябре 1918 года правительство Ирана закрыло данное консульство.

## Открытие и деятельность посольства
Первые дипломатические отношения с Ираном были установлены после отправки правительством АДР в марте 1919 года чрезвычайной миссии в Тегеран. Данная миссия, возглавляемая Исмаил ханом Зиядхановым, обсудила предложение об открытии диппредставительств Ирана в Баку и Гяндже, и диппредставительств Азербайджана в Тегеране, Табризе, Реште и Мешхеде. 16 июля 1919 года правительство АДР приняло решение об открытии диппредставительства в Иране. А главой представительства был назначен замглавы МИД Азербайджана Адиль хан Зиятханов. Дипломатический представитель АДР был с уважением принят в Тегеране шахом и членами правительства. Шах дал согласие на открытие постоянных дипломатических представительств АДР в Тебризе и других городах. 4 февраля 1920 года было создано вице-консульство Азербайджана в Энзели. 1 апреля 1920 года были учреждены генеральное консульство Азербайджана в Тебризе, консульство в Реште, вице-консульство в Мешхеде и консульские агентства в Ахаре и Хое.
Диппредставительство Азербайджана начало переговоры по развитию торговых связей между двумя государствами, заключению контрактов в экономической, транспортной и других сферах. Адиль хан Зиядхан уделял особе внимание культурно-просветительским вопросам азербайджанцев, проживающих в Иране. В своем письме, адресованном в начале 1920 года в МИД Азербайджана, он писал о создании диппредставительством благотворительного общества, общества по преподаванию азербайджанского тюркского языка, а также необходимости в финансовых средствах в целях оказания помощи вдовам и сиротам, открытия школы и издания газеты на тюркском языке, и для других вопросов. Он также осуществлял активную деятельность в оказании помощи беженцам из Нахчывана, предотвращения нападений иранских армян на Нахчыван.
Представительство регулярно информировало Баку об общественно-политических процессах, происходящий в Иране, условиях азербайджанцев, проживающих в Иране, их отношении к АДР. В марте 1920 года в своем письме министру иностранных дел Адиль хан Зиядхан писал:
«В иранском Азербайджане проходит пропаганда об отторжении от Ирана и объединении с Азербайджаном… Азербайджан должен воспользоваться данной ситуацией для своей выгоды». А в письме, отправленном 11 апреля того же года, отмечалось:
«Иран находится на коленях… не осталось и следа от былого величия. Отношение персов к нашему государству не очень-то и хорошее, а тюрки, наоборот, питают к нам братские и дружеские чувства. Иранский Азербайджан стремится к независимости и отделению от Персии».
Из письма, отправленного 12 апреля, можно понять, что в Южном Азербайджане усиливаются революционные настроения:
«Иранские азербайджанцы в открытую заявляют, что Азербайджан для тюрков… до каких пор мы будем кормить правителей-персов, назначаемых из Тегерана».
Мохаммад Хиябани доказал, насколько близки к истине были эти рапорты посольства. Но, оккупация АДР со стороны большевицкой России помешало нормальному развитию отношений.